# Barney Martin
Barney Martin (3 de marzo de 1923-21 de marzo de 2005) fue un actor estadounidense, escritor de comedias y detective del Departamento de Policía de la Ciudad de Nueva York. Es conocido por interpretar a Morty Seinfeld, padre de Jerry, en la comedia de situación de Seinfeld. 

## Primeros años
Martin, nacido en Queens, Nueva York, sirvió en la Fuerza Aérea del Ejército de los EE. UU. Como navegante durante la Segunda Guerra Mundial y luego fue un oficial de policía de Nueva York durante veinte años, buscando convertirse en detective. Tuvo su comienzo como comediante cuando aún era oficial de policía, dando presentaciones cómicas a los comisionados adjuntos. 
Martin comentó una vez que muchos judíos fans de Seinfeld le dijeron cuánto su personaje les recordaba a sus padres. Martin era de una familia católica irlandesa.

## Carrera
Entró en el mundo del espectáculo como suplente de Jackie Gleason en The Honeymooners en 1955-56 y como escritor de medio tiempo para Steve Allen en la década de 1950. Fue descubierto por Mel Brooks, quien lo eligió para The Producers. Al año siguiente interpretó el papel de Hank en Charly. Continuó actuando en docenas de películas, incluyendo el papel del padre desempleado de Liza Minnelli en la exitosa película de 1981 Arthur y su secuela de 1988, Arthur 2: On the Rocks.

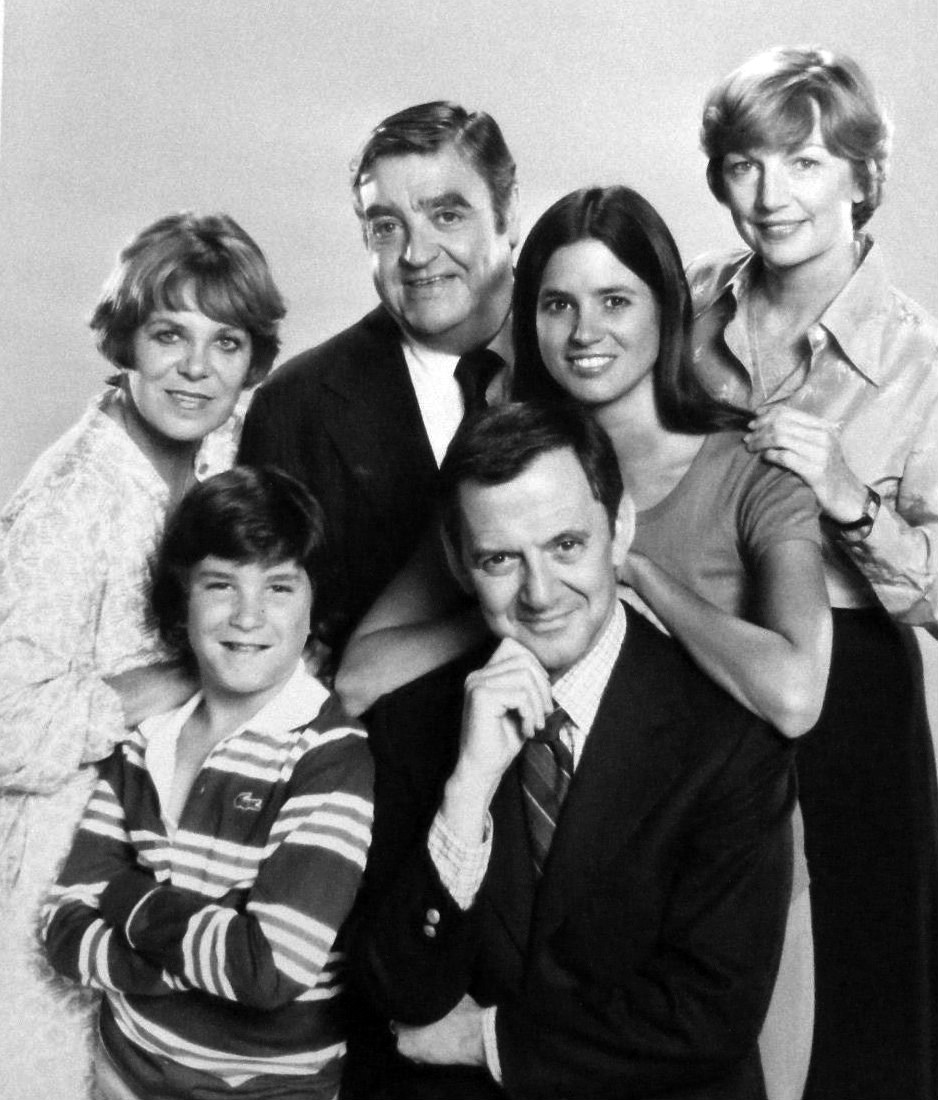
Martin con el elenco del show de Tony Randall en 1977.

Gran parte del trabajo de Martin ha sido en televisión, donde tuvo una larga carrera como actor de personajes menores. Apareció en dos episodios de The Odd Couple, una vez en un episodio muy inicial como un jurado furioso con Felix Unger y cuatro años más tarde como un pasajero del metro. Poco después, coprotagonizó junto a Tony Randall durante en dos temporadas de The Tony Randall Show (1976), como el reportero de la corte Jack Terwilliger. En 1979, fue elegido como el personaje principal en el concepto de serie de TV, McGurk: La vida de un perro, de Norman Lear. Su personaje sería similar a Archie Bunker —de la serie de Lear All in the Family— pero interpretado como un perro. De la serie solo se hizo el piloto. En 1987, apareció en el episodio piloto de 21 Jump Street como compañero de Johnny Depp. Posteriormente realizó más apariciones: interpretó un interés amoroso de Thelma Harper en el episodio sobre Hawái de Mama's Family, al padre de Frank Fontana en Murphy Brown, y apareció en un episodio de Full House como Ranger Roy, presentador de un popular programa de televisión para niños.
En 1990, coprotagonizó con Valerie Bertinelli y Matthew Perry en la comedia de CBS, Sydney. Ese año fue elegido como el padre ficticio de Jerry Seinfeld, Morty Seinfeld, en la comedia Seinfeld. Su primera aparición fue en "The Pony Remark" de la temporada 2. Martin reemplazó a Phil Bruns, quien interpretó por primera y única vez al personaje en "De vigilancia" de la temporada 1. Martin asumió el papel gracias a la decisión de los showrunners Larry David y Jerry Seinfeld de volver al personaje Morty Seinfeld más duro, ya que pensaban que Bruns era demasiado relajado. Retuvo este papel hasta que la serie terminó en 1998. En el medio, interpretó el papel recurrente de Pete Peters en la comedia de Don Rickles, Daddy Dearest, en 1993. También en 1975, originó el papel de Amos Hart en el musical Chicago. Apareció en muchos más musicales durante su carrera, especialmente en South Pacific, The Fantasticks y How Now, Dow Jones.

## Muerte
El 21 de marzo de 2005, murió de cáncer de pulmón en Studio City, Los Ángeles, California, a los 82 años. A su muerte, fue incinerado y sus cenizas fueron devueltas a su familia.

## Filmografía
| Año       | Título                        | Personaje                       | Notas                                |
| --------- | ----------------------------- | ------------------------------- | ------------------------------------ |
| 1956      | The Wrong Man                 | Jurado                          | No aparece en los créditos           |
| 1959      | Odds Against Tomorrow         | Conductor en accidente de coche | No aparece en los créditos           |
| 1961      | The Young Doctors             | Conductor de autobús            | No aparece en los créditos           |
| 1963      | Love with the Proper Stranger | Sidney                          | No aparece en los créditos           |
| 1967      | Los productores               | Göring                          |                                      |
| 1968      | Charly                        | Hank                            |                                      |
| 1970      | Lola                          | Portero                         |                                      |
| 1978      | Movie Movie                   | Policía motorizado              | Segmento "Baxter's Beauties of 1933" |
| 1979      | Hot Stuff                     | Kiley                           |                                      |
| 1981      | Arthur                        | Ralph Marolla                   |                                      |
| 1988      | Arthur 2: On the Rocks        | Ralph Marolla                   |                                      |
| 1982      | Barney Miller                 |                                 | Episodio: Obituario                  |
| 1989      | Deadly Weapon                 | Mayor Bigelow                   |                                      |
| 1989      | Pucker Up and Bark Like a Dog | Rudy Phillips                   |                                      |
| 1991      | The Golden Girls              | Gánster Karl "Cheeseman" Moran  | En un episodio                       |
| 1992      | Hero                          | Oficial de la Corte             | No aparece en los créditos           |
| 1991-1998 | Seinfeld                      | Morty Seinfeld                  |                                      |